# Ungarie
Ungarie – miasto w Australii, w stanie Nowa Południowa Walia.